# Edith Peter
Edith Peter (19 febbraio 1958) è un'ex sciatrice alpina austriaca.

## Biografia
Specialista delle prove veloci originaria di Alberschwende, la Peter in Coppa Europa fu 2ª nella classifica di discesa libera nella stagione 1977-1978; nella medesima specialità in Coppa del Mondo colse il primo piazzamento il 9 dicembre 1978 a Piancavallo (5ª), il miglior risultato l'8 gennaio 1981 a Pfronten (4ª) e l'ultimo piazzamento il 29 gennaio seguente a Megève (10ª). Non prese parte a rassegne olimpiche né ottenne piazzamenti ai Campionati mondiali.

## Palmarès

### Coppa del Mondo
- Miglior piazzamento in classifica generale: 26ª nel 1979

### Campionati austriaci
- 1 medaglia[1]:
  - 1 argento (discesa libera nel 1979)